# Louie (TV-serie, 2010)
Louie är en amerikansk TV-serie, som hade premiär den 29 juni 2010 på tevekanalen FX. I Sverige har den visats på TV4 Komedi.

## Handling
Seriens handling kretsar runt ståuppkomikern Louis C.K.:s fiktiva liv som nyligen frånskild pappa till två döttrar. I serien visas klipp när Louis C.K. uppträder som ståuppare på New Yorks ståuppscener som Comedy Cellar och Carolines on Broadway. Ämnena som avhandlas i akterna utgör också tema för avsnitten och handlingen när Lois C.K. inte står på scenen. Andra komiker spelar också fiktiva versioner av sig själva i serien, som kollegor, rivaler och vänner till Louie.

## Medverkande i urval
Huvudroller
- Louis C.K. – Louie

### Återkommande gästroller
- Hadley Delany – Lilly, Louies dotter
- Ursula Parker – Jane, Louies dotter
- Robert Kelly – Robbie, Louies bror
- Edward Gelbinovich – Doug, Louies agent
- Pamela Adlon – Pamela
- Susan Kelechi Watson – Janet, Louies ex-fru
- Hannibal Buress – Hannibal
- Rick Crom – Rick
- Nick DiPaolo – Nick
- Jim Norton – Jim
- Chris Rock – Sig själv
- Jerry Seinfeld – Sig själv
- Sarah Silverman – Sig själv

### Gästroller
| Säsong 1 - Matthew Broderick – Sig själv - Bobby Cannavale – Chris - Ricky Gervais – Dr. Ben Mitchell - Megan Hilty – Häcklare - David Patrick Kelly – Louies terapeut - Tom Noonan – Dr. Haveford - Stephen Root – Dr. Hepa Säsong 2 - F. Murray Abraham – Jonathan - Dane Cook – Sig själv - Joan Rivers – Sig själv - Bob Saget – Sig själv - Doug Stanhope – Eddie - Keni Thomas – Sig själv Säsong 3 - F. Murray Abraham – Excelsior Szekely, Louies farbror - Maria Bamford – Maria - Jay Leno – Sig själv - Melissa Leo – Laurie Brent - David Lynch – Jack Dall - Marc Maron – Sig själv - Garry Marshall – Lars Tardigan - Amy Poehler – Debbie, Louies syster - Parker Posey – Liz - Paul Rudd – Sig själv - Susan Sarandon – Sig själv - Chloë Sevigny – Jeanie - Robin Williams – Robin | Säsong 4 - F. Murray Abraham – Louies far - Sarah Baker – Vanessa - Eszter Balint – Amia - Ellen Burstyn – Evanka - Victor Garber – Louies advokat - Charles Grodin – Dr. Bigelow - Jeremy Renner – Jeff Davis - Yvonne Strahovski – Blake Säsong 5 - Celia Keenan-Bolger – Julianne - Judy Gold – Marina - Michael Rapaport – Lenny - Jim Florentine – Kenny |

## Priser och utmärkelser
År 2012 och 2014 vann Louis C.K. en Emmy Award för sitt manusarbete med serien. Vid Emmy-galan 2013 vann Melissa Leo en Emmy för bästa kvinnliga gästroll i en komediserie.  Serien har nominerats till ytterligare 13 Emmys och två Golden Globe Awards.